# Mangonia uruguaya
Mangonia uruguaya là một loài thực vật có hoa trong họ Ráy (Araceae). Loài này được (Hicken) Bogner mô tả khoa học đầu tiên năm 1973.